# Микроклин
Микроклин (от  μικρός — маленький и κλίνω — наклоняю) — широко распространённый породообразующий минерал класса силикатов группы полевых шпатов, кали-натровый полевой шпат, алюмосиликат калия каркасного строения.
Название связано с тем, что угол между плоскостями спайности у этого минерала всего на 20' отличается от прямого угла.
Состав (%): К2О — 16,93; Al2O3 — 18,35; SiO2 — 64,72.
Микроклин обычно содержит вростки альбита (так называемый пертит). Образует белые, бурые, розовые, иногда зелёные (амазонит) кристаллы, кристаллические агрегаты. Породообразующий минерал многих богатых магматических и метаморфических горных пород, пегматитов.

## Месторождения
Крупнейшие месторождения: Германия (Мюден), Швейцария (Тессин), Польша (Стригом), Норвегия (Хундхольмен), США (Арканзас, Колорадо), Казахстан (Кентау), Россия (Урал, Карелия, Кольский полуостров), Украина (Волынь, Приазовье), Мадагаскар, Япония.

## Применение
Широко используется в фарфоро-фаянсовом производстве. Зелёная разновидность микроклина амазонит — поделочный камень.
Иногда встречаются необычные яркие разности микроклина с рассеянными внутри минерала мелкими «блёстками», — отражающими свет включениями гематита или гётита. Такие экземпляры время от времени используются в качестве поделочных камней и известны под товарным или тривиальным названием «авантюриновый шпат».:12